# ダグラス・E・スミス
ダグラス・E・スミス（Douglas E. Smith、1960年10月28日 - 2014年9月13日）は、アメリカ合衆国ワシントン州レントン出身のコンピュータゲームプログラマ。『ロードランナー』開発者。

## 略歴
ワシントン大学在学中の1982年、『Kong』というゲームを試作したところ評判となり、『Miner』として完成。ゲームメーカーに売り込み、翌1983年にブローダーバンド社より『ロードランナー』として発売された。
1990年代にはスクウェアに移籍し、『聖剣伝説2』や『クロノ・トリガー』の英語版ローカライズ、海外オリジナルタイトルの『シークレット・オブ・エバーモア』のエグゼクティブ・プロデューサーなどを務めた。
2014年9月13日、『ロードランナー』権利元のTozai Gamesより死去が発表される。53歳没。